# Puinave jezik
Puinave jezik (puinabe, ISO 639-3: pui), indijanski jezik koji se govori uz rijeku Inírida i njezine pritoke u kolumbijskim departmanima Guainía i Vichada, te s venezuelske strane u državi Amazonas na općinama Atures i Atabapo. Govori ga oko 2 000 Wânsöhöt ili Puinave Indijanaca u Kolumbniji (1977 NTM), i 880 u Venezueli (2001 popis) od 1 307 etničkih. 
Jedini je predstavnik istoimene izolirane porodice, uz koji neki autori spominju i guaipunave (McQuown-Greenberg, 1955/'56). Prema drugim klasifikacijama porodica puinavean ili Puinave-Makú obuhvaća i makú jezike. 

## Vanjske poveznice
- Ethnologue (14th)
- Ethnologue (15th)